# Liste der Monuments historiques in Grimaucourt-en-Woëvre
Die Liste der Monuments historiques in Grimaucourt-en-Woëvre führt die Monuments historiques in der französischen Gemeinde Grimaucourt-en-Woëvre auf.

## Liste der Objekte
| Bezeichnung | Beschreibung                            | Standort                        | Kennzeichnung | Schutzstatus | Datum | Bild |
| ----------- | --------------------------------------- | ------------------------------- | ------------- | ------------ | ----- | ---- |
| Ziborium    | Silber und Messing, versilbert, um 1820 | in der Kirche St-Laurent (Lage) | PM55002591    | Inscrit      | 2005  |      |